# Astra 443 Terminator
 (mars 2021).
L’Astra 443 Terminator est le premier revolver à canon court de calibre .44 Magnum. Sa production dans les usines d'Astra Unceta y Cia dura de 1987 à 1995. Son surnom vient de sa puissante munition. il a inspiré le Smith & Wesson 629 Horton.

## Présentation
Son nom signifie qu'il est une version de l' Astra 44 à canon de 3 pouces même si celui-ci est de 2,75 pouces seulement pour les armes vendues hors des USA.Il s reçoit d'origine une crosse en polymère.Il existait en acier au carbone ou en inox. Des séries limitées chambrèrent les .41 Magnum  et .45 Colt.

## Fiche technique
- Pays d'origine :  Espagne/Pays basque espagnol
- Années de production : 1979-1995
- Fonctionnement : double action (système S&W M&P simplifié), barillet tombant à gauche
- Visée :  réglable
- Canon : 7,62 cm (7 cm en Europe)
- Longueur : 21 cm
- Masse à vide : 1,2 kg
- Capacité : 6 coups de .44 Magnum (et donc de .44 Special).

## Diffusion
Au cinéma, il est visible dans les mains de Martin Riggs (Mel Gibson) dans L'Arme fatale (1987) et de Kim (Tracie Thoms) dans Boulevard de la mort (2007), mais surtout de  Seth Gecko, Jacob Fuller et Kate Fuller (interprétés par George Clooney, Harvey Keitel et Juliette Lewis) dans Une nuit en enfer (1996).

## Sources
- R. Adam, Guide illustré des armes de poing modernes, Solar, 1992.
- P. Caiti, Pistolets et revolvers du monde entier, De Vecchi, 1994.
- R. Caranta, Guillaume Tell, l'Annuaire des Armes, 18 volumes, Crépin Leblond, 1974-1998.